# Bo Breukers
Bo Breukers (Munstergeleen, 20 mei 1999) is een Nederlands voetballer die als middenvelder speelt.

## Carrière
Bo Breukers speelde in de jeugd van VV SVM en Fortuna Sittard. Op 22 september 2017 debuteerde hij in het eerste elftal van Fortuna, in de met 5-1 gewonnen thuiswedstrijd in de Eerste divisie tegen Jong AZ. Hij kwam in de 87e minuut in het veld voor Stefan Aškovski. In januari 2019 werd hij voor een halfjaar verhuurd aan FC Dordrecht.
Hij is per 1 juli 2020 overgegaan naar RKSV Groene Ster uit Heerlen en begon op 6 juli 2020 met een functie op de commerciële afdeling van Fortuna Sittard. Hiernaast werd hij  ook assistent-trainer bij het elftal onder 18 van Fortuna Sittard.

### Statistieken
| Seizoen                        | Club             | Land           | Competitie     | Competitie | Competitie | Beker | Beker | Totaal | Totaal |
| Seizoen                        | Club             | Land           | Competitie     | Wed.       | Dlp.       | Wed.  | Dlp.  | Wed.   | Dlp.   |
| ------------------------------ | ---------------- | -------------- | -------------- | ---------- | ---------- | ----- | ----- | ------ | ------ |
| 2017/18                        | Fortuna Sittard  | Nederland      | Eerste divisie | 4          | 0          | 0     | 0     | 4      | 0      |
| 2018/19                        | Fortuna Sittard  | Nederland      | Eredivisie     | 0          | 0          | 1     | 0     | 1      | 0      |
| 2018/19                        | → FC Dordrecht   | Nederland      | Eerste divisie | 12         | 0          | 0     | 0     | 12     | 0      |
| 2019/20                        | Fortuna Sittard  | Nederland      | Eredivisie     | 0          | 0          | 0     | 0     | 0      | 0      |
| 2020/21                        | RKSV Groene Ster | Nederland      | Derde divisie  | 0          | 0          | 0     | 0     | 0      | 0      |
| Carrièretotaal                 | Carrièretotaal   | Carrièretotaal | Carrièretotaal | 16         | 0          | 1     | 0     | 17     | 0      |
| Bijgewerkt op 31 augustus 2020 |                  |                |                |            |            |       |       |        |        |